# Обряд комори

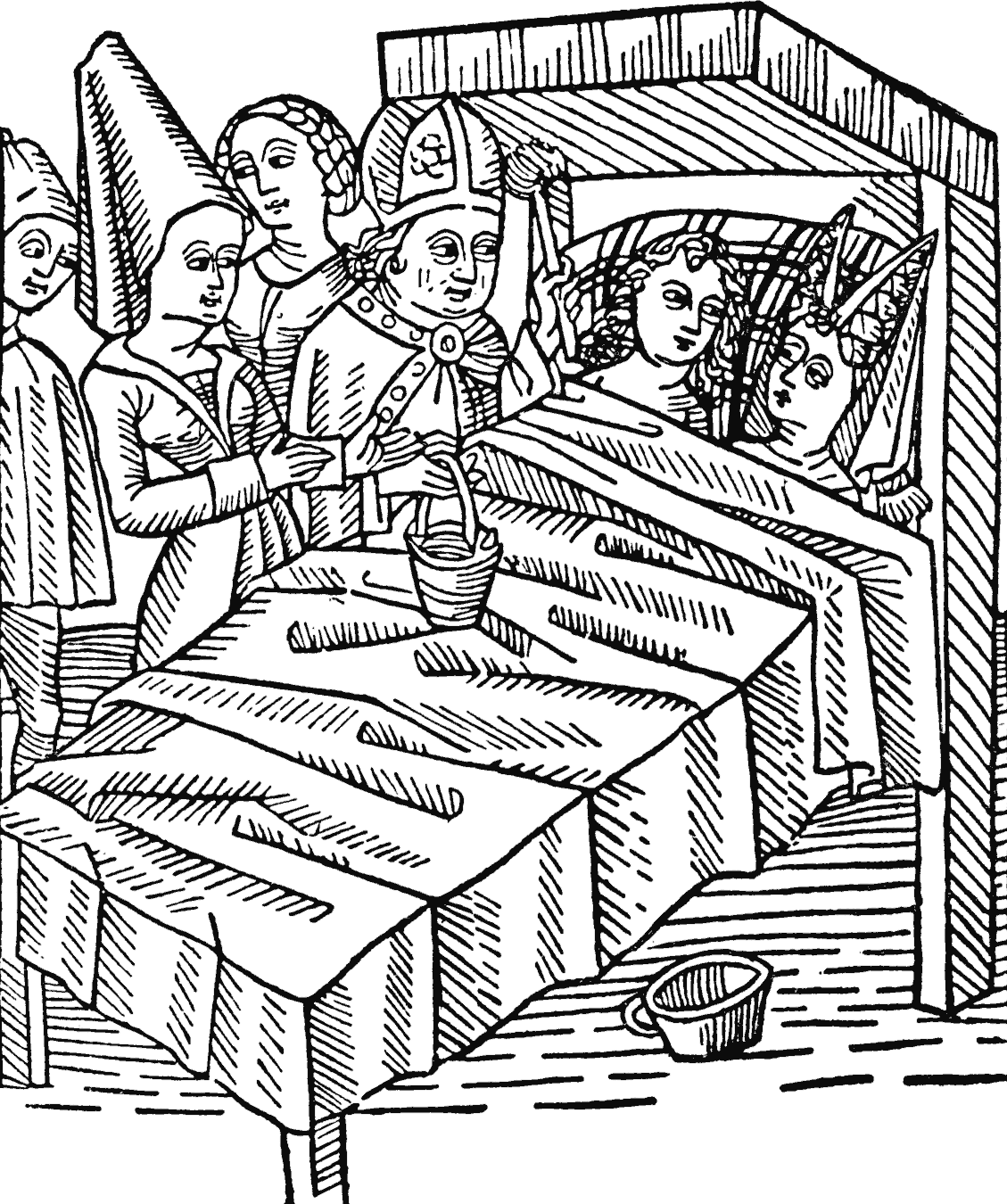
Обряд комори у німців: Вай Реймонт і Мелюзіна. Гравюра XV ст.

Обряд комори або укладання ліжка (eng. Bedding ceremony)— звичай консумації під час першої шлюбної ночі, традиційний весільний обряд в ряді країн світу. Центральне місце в ньому займає статевий акт молодят у коморі та демонстрування сорочки молодої дружини усій громаді як доказ її цноти до шлюбу, про що має свідчити кров на її сорочці від травми гімена при дефлорації пенісом. Якщо крові не було, на молоду дружину опускалась ганьба громади.

## Традиції
Ритуали вкладання в ліжко практикувалися в різних європейських культурах, причому церемонія відрізнялася від місця до місця. Люди, які вкладали молодят у ліжко, зазвичай включали їхню родину, друзів і ширшу громаду. Ритуал часто асоціюється з музикою, непристойними піснями та жартами. Він символізував залучення громади до шлюбу, особливо до сексуальної близькості пари, а також їхню подружню вірність. Сама консумація, тобто перший статевий акт пари, у більшості країн Західної Європи не відбувалася на очах у людей.

### Англія
В Англії церемонія зазвичай починалася з благословення священиком ліжка, після чого молодята готувалися спати і пили солодке і пряне вино. Потім наречені та подружки нареченої сідали з боків ліжка й кидали в них панчохи пари; Вважалося, що попадання вказує на те, що метальниця незабаром одружиться. Нарешті штори закривали ліжко, і пара залишилася наодинці.
Деякі молодята відмовлялися брати участь у церемонії застилання. Король Англії Карл I (правління 1625—1649) особливо замкнув двері своєї спальні; однак, попри його відмову, звичай залишався поширеним ще одне століття серед усіх соціальних класів, включаючи королівську родину.

### Німеччина
У 16 столітті на території нинішньої Німеччини церемонія укладання ліжка проводилася під звуки сопілок, барабанів і «непристойні звуки», після чого молодят залишали наодинці, а гості продовжували святкувати досить голосно, щоб молодят не було чутно. У багатьох місцях сім'я чи громада окремо одягали молодят до сну, а потім вели до спальні. В інших очікувалося, що пара знову приєднається до вечірки пізніше. В епоху Реформації церемонія укладання ліжка була пов'язана з ритуалами, які закріплювали за нареченою соціально-економічні права та обов'язки господині.

### Скандинавські країни
У Скандинавії це був найпочесніший весільний обряд, який вів наречену до ліжка у святковій процесії. Після того, як вони вкладалися в ліжко, гості пропонували молодятам страви та швидко їли разом з ними, перш ніж залишити їх наодинці. Через важливість ритуалу, спеціально прикрашені весільні ліжка іноді позичали у друзів, родичів чи сусідів. Згодом постільна білизна стала суто символічною: батьки нареченої вкривали молодят ковдрою, а потім розгортали її.

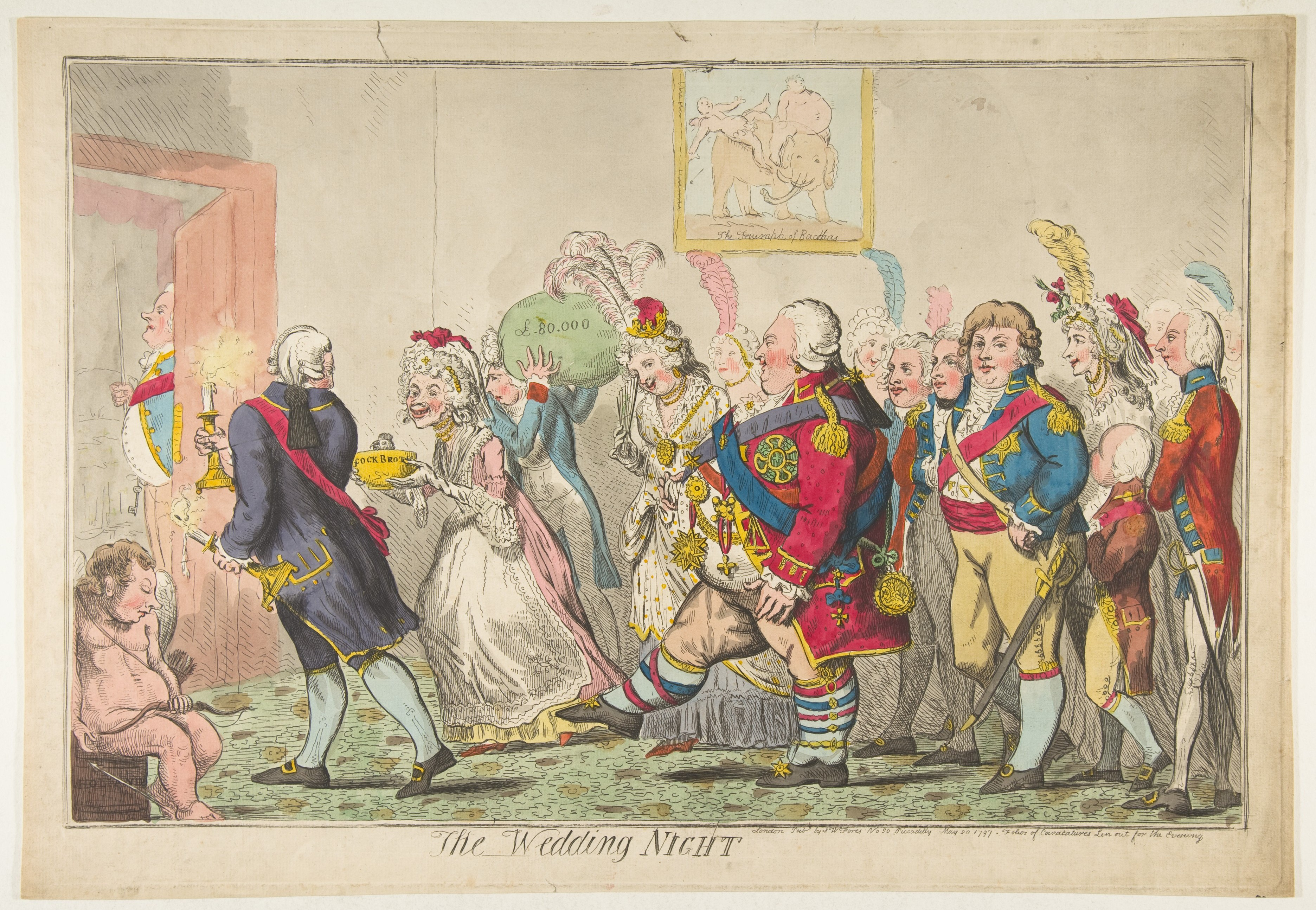
Сатиричний мультфільм Айзека Круйкшенка про принцесу Шарлотту та принца Фредеріка, яких веде спати компанія, включно з її батьками, королем Георгом III і королевою Шарлоттою.

### Україна
В Україні «Обряд комори» — це специфічний звичай, пов'язаний з першою шлюбною ніччю, який залишався важливим елементом української весільної обрядовості до середини XX століття. Він відбувається у неділю ввечері та має своє продовження в понеділок[джерело не вказане 139 днів].
Після привітання молодої в домі свекрів, невеликого частування, вручення подарунків від невістки молодих відводили на шлюбну постіль. Стелили її переважно в коморі, обов'язково на необмолочених снопах жита. У головах клали спеціальний весільний хліб, який у різних регіонах мав різноманітні форми та назви: «лежень», «стульник», «пара», «покраса», «короваєць», «калач», «тещин пиріг», «хліб з медом». Йому у минулому надавали магічного значення при забезпеченні дітонародження і щасливого життя; молоді з'їдали хліб на другий день весілля, в окремих районах Півдня та Подніпров'я наречена ділила його між дітьми.
Наявність кровотечі в дівчини при першому статевому акті та відсутність такої ознаки у чоловіків посприяли узвичаєнню в різних суспільствах форм контролю за сексуальним життям жінки на перехідному етапі — від дівчини до жінки. У загальноукраїнській весільній термінології цю тематичну групу обрядів умовно номінували як обряд комори, оскільки відомим є звичай стелити постіль молодим саме в коморі. Комора — символічний маркер перехідного, лімінального стану нареченого й нареченої: вони вже не були хлопцем і дівчиною, але ще не стали чоловіком і жінкою. Для комори притаманними є переходові ознаки: це освоєна територія, де розміщували худобу, харчові запаси тощо, але ще не хата.
Після вечері дружко́ і свашки вели молоде подружжя спати до сусідів у хату чи в їхню комору, де молода, за звичаєм, роззувала молодого. На значній території до функцій свашки належало прислухатися, чи «готові» молоді, після чого вона виносила сорочку нареченої, а дружко́ показував її всім присутнім. Оскільки місце, де ночували наречені, вважали символічним, молодята мусили три ночі спати в оселі, де пройшла їхня перша шлюбна ніч. На Рівненському Поліссі молоде подружжя дотримувалося цього звичаю до народження першої дитини.
Після оголошення результатів першої шлюбної ночі гості ще трохи випивали, закушували, а потім розходилися по домівках до наступного дня.
Обряд згадується в «Описі України» Боплана 1650 року.
|  | Коли підходить час класти наречену на шлюбне ложе, жінки, родички нареченого, забирають її і відводять до покою, де роздягають догола і докладно оглядають її з усіх боків, заглядаючи навіть за вуха, у волосся, між пальцями ніг та інших частин тіла, щоб переконатися, чи ніде немає захованої крові, шпильки або шматини, просоченої якою-небудь червоною рідиною. Якби щось подібне знайшлося, весілля порушилося б і зчинилося б велике замішання. Коли нічого не знаходять, на наречену одягають гарну бавовняну, зовсім білу нову сорочку, потім кладуть її у постіль між двома простирадлами і приводять потайки нареченого, щоб ліг разом з нею. Коли молоді опиняться разом, закривають завісу, а тим часом більшість присутніх на весіллі приходить до покою з сопілкою. [Чоловіки] танцюють з чаркою в руках, жінки підскакують і плещуть в долоні, аж доки шлюбний союз не звершиться. Коли під час щасливого поєднання наречена подасть якийсь знак втіхи, усі присутні одразу ж починають підскакувати і, плещучи в долоні, зчиняють веселий галас. Родичі нареченого, не відходячи, стоять на сторожі коло ліжка, прислухаючись, що там відбувається, чекаючи, щоб відслонити завісу, коли фарс буде закінчено. Тоді подають [нову] білу сорочку, а якщо на знятій з неї знаходять сліди невинності, наповнюють увесь дім гучними криками радості і вдоволення, і вся рідня їх підтримує. Потім [наречену] одягають і зачісують так, як водиться серед жінок, до числа котрих вона приймається, тобто покривають їй голову, що дозволяється лише після набуття становища [заміжньої жінки]. Дівчата ж ніколи не носять іншого убору, окрім власного волосся, і вважали б це для себе ганьбою. |